# هاستينغز هارينجتون
هاستينغز هارينجتون (بالإنجليزية: Hastings Harrington)‏ هو عسكري أسترالي، ولد في 17 مايو 1906 في ماريبورو في أستراليا، وتوفي في 17 ديسمبر 1965 في كانبرا في أستراليا.